# Martin Stranzl
Martin Stranzl est un footballeur international autrichien né le 16 juin 1980 à Güssing. Il prend sa retraite à la fin de la saison 2015-2016.

## Carrière
- 1998-2004 : TSV Munich 1860  Allemagne
- 2004-2006 : VfB Stuttgart  Allemagne
- 2006-2010 : Spartak Moscou  Russie
- 2011-2016 : Borussia Mönchengladbach  Allemagne[3]

## Palmarès
Néant